# Cruz de Ferro

A cruz alemã.

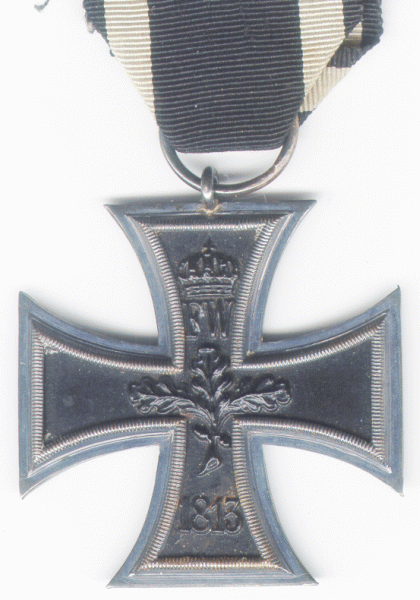
Cruz de Ferro de 2.ª Classe de 1813

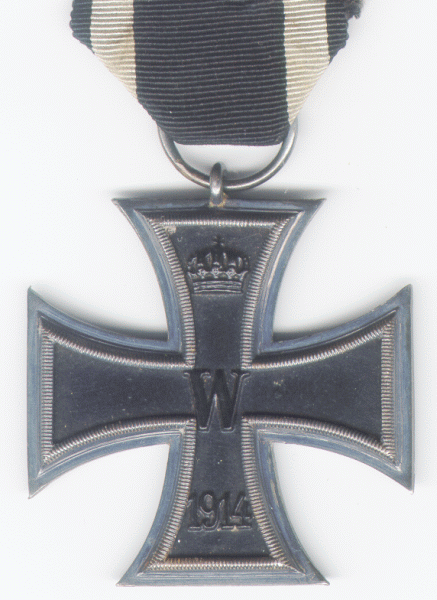
Cruz de Ferro de 2.ª Classe de 1914

A Cruz de Ferro (ouvir)ⓘ (em alemão Eisernes Kreuz) foi uma condecoração militar do Reino da Prússia, e posteriormente do Império Alemão, do Terceiro Reich e da atual Alemanha, instituída pelo rei Frederico Guilherme III e concedida pela primeira vez em 10 de março de 1813 em Breslau.
Foi de grande Honraria militar, instituída nas Guerras Napoleônicas, reinstituída do Império Alemão, sendo entregue em guerras importantes como na Guerra Franco-Prussiana e na Primeira Guerra Mundial. Só voltou a ser usada na Segunda Guerra Mundial sob o Terceiro Reich Alemão.
A cruz de ferro não é atribuída desde o armistício de 8 de maio de 1945 e é uma condecoração exclusiva de tempos de guerra.
Ao final da Segunda Guerra Mundial, o uso de símbolos nazistas foi proibido por lei, incluindo portanto a cruz de ferro com a suástica (hakenkreuz). Como alternativa foi concedido aos veteranos da segunda guerra uma réplica em miniatura, sendo a suástica (associada ao governo nazista) substituída por um ramo de folhas de carvalho, conforme a versão de 1813.
A cruz, que originalmente foi o símbolo dos cavaleiros teutônicos, atualmente é usada nas forças armadas da Alemanha (Bundeswehr).

## Desenho
A cruz de ferro (preta, com ornamentos em branco e braços que se alargam nas extremidade, semelhante à Cruz Pátea), foi desenhada pelo arquiteto Karl Friedrich Schinkel, inspirado na cruz usada pelos cavaleiros teutônicos do século XIV, e que também era o símbolo de Frederico, o grande.
Diferente de outras medalhas, a Cruz de Ferro tinha um design simples, confeccionada em materiais comuns e relativamente baratos. Tradicionalmente foi feita de ferro, embora, em alguns anos, a decoração tenha sido fundida em zinco e alumínio.
A fita da cruz de segunda classe dos anos de 1813, 1870 e 1914 era preta e com duas faixas em branco. Os não combatentes recebiam a mesma versão medalha, mas as cores eram invertidas em relação à fita tradicional.
Desde que a Cruz de Ferro foi entregue, em diferentes períodos da história da Alemanha, ela recebe uma numeração para indicar a data de sua emissão. O reverso das cruzes de 1870, 1914 e 1939 tem o ano "1813" no braço inferior, simbolizando o ano em que a primeira medalha foi criada.

## A condecoração
A Cruz de Ferro foi inicialmente concedida em 10 de março de 1813 em Breslau durante as guerras de libertação contra Napoleão. Em 19 de julho de 1870 o rei Guilherme I autorizou novas concessões durante a guerra franco-prussiana. Os agraciados de 1870 que ainda estavam em serviço em 1895 foram autorizados a adquirirem um clasp de 25 anos em reconhecimento aos serviços prestados. Em 5 de Agosto de 1914, no início da primeira Guerra Mundial, a cruz foi reinstituída pelo imperador Guilherme II.
A Cruzes de 1813, 1870 e 1914 eram divididas em três graus:
- Cruz de Ferro de segunda classe; (Eisernes Kreuz 2. Klasse)
- Cruz de Ferro de primeira classe; (Eisernes Kreuz 1. Klass)
- Grã-Cruz de Ferro (Großkreuz des Eisernen Kreuzes)

Embora as medalhas fossem idênticas em todas essas classes, a maneira de usá-las era diferente. A cruz de primeira classe era presa diretamente do lado esquerdo do uniforme, enquanto que a cruz de segunda classe e a grã-cruz era suspensas por fitas diferentes.
A grã-cruz foi concedida, sobretudo, para os generais do exército alemão. Uma outra premiação de nível superior, a Estrela da Grã-Cruz da Cruz de Ferro, foi concedida apenas duas vezes: aos marechais de campo Gebhard von Blücher em 1813 e Paul von Hindenburg em 1918. Uma terceira entrega foi planejada para o general alemão que mais se destacasse durante a Segunda Guerra Mundial, fato que não se concretizou em razão da derrota alemã em 1945.
A Cruz de Ferro de primeira classe e a de segunda classe foram concedidas independente da patente do receptor. Era necessário receber a cruz de segunda classe para posteriormente receber a de primeira classe, embora em alguns casos tivessem sido concedidas simultaneamente. Esta maneira igualitária de distribuição contrastava com a maioria dos estados alemães (e de outras monarquias europeias), onde as premiações militares eram realizadas com base na patente do receptor.
Na Baviera, por exemplo, os oficiais eram premiados com várias classes das ordens de mérito militar (Militär-Verdienstorden) daquele reino, enquanto que os soldados receberiam diferentes classes da cruz de mérito militar (Militär-Verdienstkreuz). A Prússia possuía outras ordens e medalhas, entretanto, eram distribuídas baseada na patente do receptor e mesmo a cruz de ferro não fazendo essa distinção era muito mais provável que ela fosse concedida a oficiais em vez de militares de baixa patente.
Durante a Primeira Guerra Mundial estima-se que foram distribuídas aproximadamente quatro milhões de cruzes de segunda classe e 145 mil cruzes de primeira classe. Os números exatos são desconhecidos, visto que os arquivos da Prússia foram destruídos durante a Segunda Guerra Mundial. Essa distribuição maciça reduziu o status e a reputação da premiação.
Adolf Hitler é dos mais conhecidos receptores da cruz de primeira classe de 1914, uma distinção raramente atribuída a não oficiais.

## Segunda Guerra Mundial

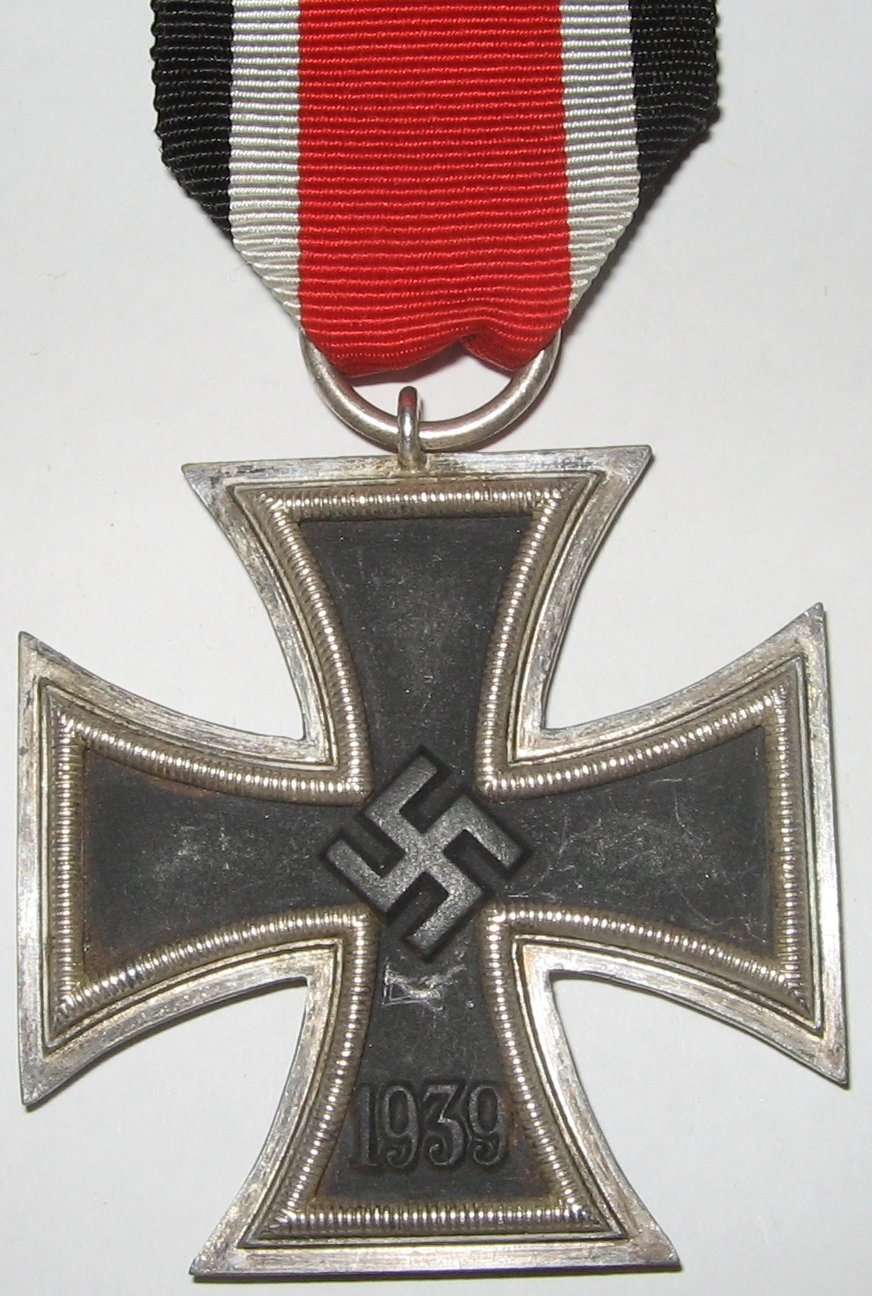
Cruz de Ferro de segunda classe

Cruz de Ferro de primeira classe

Em 1 de setembro de 1939, Adolf Hitler reinstituiu por decreto (Reichsgesetzblatt I S. 1573) a Ordem da Cruz de Ferro.
Foram restabelecidas as três classes preexistentes, com a adição de uma classe intermediária, entre a cruz de primeira classe e a grã-cruz; a Cruz de Cavaleiro da Cruz de Ferro, para substituir a condecoração prussiana Pour le Mérite. A fita da medalha também foi remodelada: além das cores preto e branco foi adicionada a vermelha, compatibilizando-a com as cores da Alemanha e do Terceiro Reich. Hitler também criou a Cruz de Mérito de Guerra, para ser concedida aos não combatentes.

### A cruz de Ferro
A cruz de ferro padrão de 1939 foi emitida em dois graus: 
- Cruz de Ferro de 2.ª Classe (Eisernes Kreuz 2. Klasse)
- Cruz de Ferro de 1.ª Classe (Eisernes Kreuz 1. Klasse)

A Cruz de Ferro era concedida por bravura e outras contribuições no campo de batalha. A cruz de segunda classe não era utilizada em campo: os soldados usavam uma indicação do seu ganho com um pedaço da fita que era costurada na diagonal na túnica, a partir do segundo botão. A cruz de primeira classe era usada no bolso esquerdo do uniforme.
Estima-se que tenham sido distribuídas cinco milhões de cruzes de segunda classe e 730 mil de primeira classe. Duas mulheres receberam a cruz primeira classe, entre elas a piloto Hanna Reitsch.

### Cruz de Cavaleiro da Cruz de Ferro
A Cruz de Cavaleiro da Cruz de Ferro (Ritterkreuz des Eisernen Kreuzes) era concedida em reconhecimento a extrema bravura e/ou liderança no campo de batalha. Era usada ao redor do pescoço, tendo os seus aros feitos de prata com pureza entre 80% a 93.5%. Aos detentores da condecoração eram entregues réplicas oficiais a fim de preservar a cruz original. Foi dividida em cinco graus:
- Cruz de Cavaleiro da Cruz de Ferro (Ritterkreuz des Eisernen Kreuzes)
- Cruz de Cavaleiro da Cruz de Ferro com Folhas de Carvalho (mit Eichenlaub)
- Cruz de Cavaleiro da Cruz de Ferro com Folhas de Carvalho e Espadas (mit Eichenlaub und Schwertern)
- Cruz de Cavaleiro da Cruz de Ferro com Folhas de Carvalho, Espadas e Diamantes (mit Eichenlaub, Schwertern und Brillanten)
- Cruz de Cavaleiro da Cruz de Ferro com Folhas de Carvalho Douradas, Espadas e Diamantes (mit Goldenem Eichenlaub, Schwertern und Brillanten)

No total foram distribuídas 7.313 cruzes de cavaleiros, 883 com folha de carvalho, 160 com folhas de carvalho e espada (incluindo o almirante japonês Isoroku Yamamoto), 27 com folhas de carvalho, espadas e diamantes e uma com folhas de carvalho douradas, espadas e diamantes (Hans-Ulrich Rudel)

Carvalho
Carvalho, espadas

Carvalho, ouro, espadas e diamantes

### Grã-Cruz de Ferro
Durante a Segunda Guerra Mundial o único a receber a grã-cruz foi o Reichsmarschall Hermann Göring que foi condecorado em 19 de Julho de 1940. De maneira geral a medalha tem as mesmas características da cruz de cavaleiro, exceto pelo fato de ser maior, medindo 63 mm de largura. Foi originalmente projetada para ter bordas em ouro, mais foi alterada para prata antes de ser entregue.
A grã-cruz não era concedida como premiação por bravura. Foi reservada para generais que "tivessem as decisões estratégicas mais destacáveis que afetaram o curso da guerra". Hermann Göring recebeu a honraria quando comandou a Luftwaffe nas campanhas de 1940 contra a França, Bélgica e os Países Baixos.
A grã-cruz original que foi dada a Göring pessoalmente por Hitler foi destruída durante os bombardeios a sua casa em Berlim. Göring tinha cópias extras feitas de platina, e usava uma delas quando rendeu-se aos aliados em 1945.
Em fotografias é possível ver Göring usando sua medalha Pour le Mérite, sua cruz de cavaleiro e a grã-cruz ao mesmo tempo.

### Estrela da Grã-Cruz da Cruz de Ferro
Assim como a grã-cruz, a estrela não era entregue por bravura, mas seria destinada ao general mais bem-sucedido no final da guerra.
A primeira estrela da grã-cruz foi concedida a Gebhard Leberecht von Blücher por derrotar Napoleão na Batalha de Waterloo em 1815. A segunda versão da medalha foi entregue a Paul von Hindenburg por derrotar o exército russo na Batalha de Tannenberg na primeira guerra mundial.
Na segunda guerra uma estrela foi fabricada e o único exemplar que se conhece foi encontrado pelos aliados no final do conflito. Acredita-se que seria para Göring, que já havia recebido a grã-cruz de ferro.

## Pós-segunda guerra mundial

Emblema da Bundeswehr

Em 1957 o governo da Alemanha Ocidental editou a “Lei de Títulos, Ordens e Medalhas de Honra”, permitindo aos veteranos a utilização da cruz de ferro; como a suástica é proibida por lei, ela foi alterada para um ramo de folhas de carvalho, conforme as versões de 1813, 1870 e 1914. A lei permitiu o uso de versões desnazificadas da maioria das condecorações da segunda guerra (exceto aquelas associadas especificamente ao partido nazista, a SS ou medalhas comemorativas de anexações do Terceiro Reich)
Em 1 de outubro de 1956 a cruz de ferro torna-se novamente o símbolo das forças armadas (Bundeswehr) na Alemanha Ocidental e permanece como insígnia da nova Bundeswehr depois da reunificação alemã.